# Steckscheibe

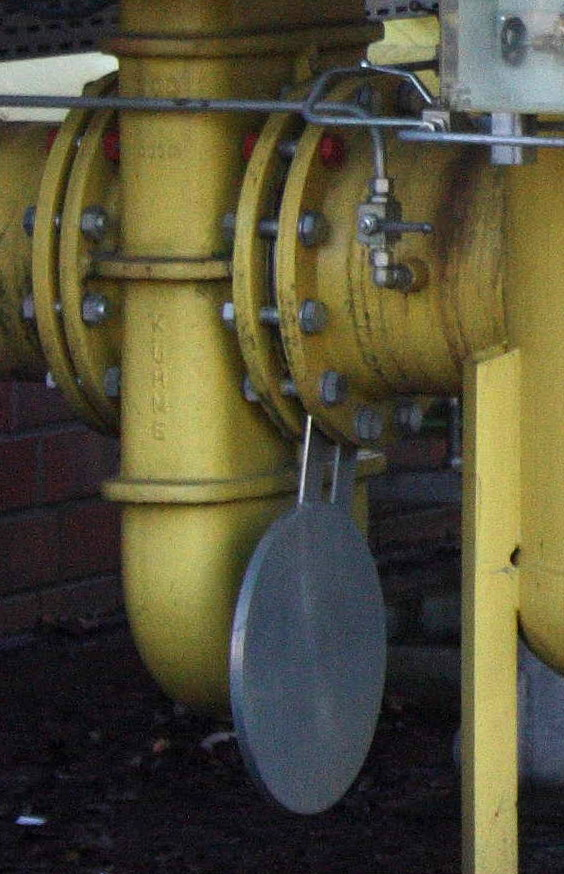
Eine Brillensteckscheibe in der offenen Position in einer Erdgasleitung

Eine Steckscheibe dient zur provisorischen Trennung einer Rohrleitung. 
Zu diesem Zweck wird die Steckscheibe in eine eigens dafür vorbereitete Flanschverbindung eingebaut. 
Mit Steckscheiben kann ein Abschnitt einer Rohrleitung oder ein Behälter vom Rest einer chemischen Anlage oder eines Rohrleitungsnetzes abgetrennt (isoliert) werden. 
Eine solche Abtrennung ist nötig für Wartungsarbeiten (vor allem, wenn Behälter von Personal betreten werden) und für eine Druckprüfung.

## Bauformen

Skizze einer Brillensteckscheibe

Bauformen ohne offene Scheibe werden als Blindscheibe bezeichnet, offene Scheiben als Offenscheibe, solche mit einer Bohrung kleinerer Nennweite als Drosselscheibe.
Brillensteckscheiben (nach DIN EN ISO 10628:2000 Umsteckscheiben) kombinieren Blind- und Offenscheiben, indem zwei kreisrunde Bleche miteinander verschweißt werden:
- der Verschlussteil als ebener Platte mit dem Lochbild der vorbereiteten Flanschverbindung (Blindscheibe),
- der Betriebsteil mit dem gleichen Lochbild und einer Bohrung mit der gleichen Nennweite wie die angeschlossene Rohrleitung (Offenscheibe).

Umsteckscheiben müssen daher für den normalen Betrieb der Rohrleitung nur umgebaut werden; den korrekten Einbau erkennt man sofort an ihrem aus der Flanschverbindung herausragenden Teil. Wegen dieser Form wird die Steckscheibe auch Brillensteckscheibe genannt.

## Anwendungsbeispiel

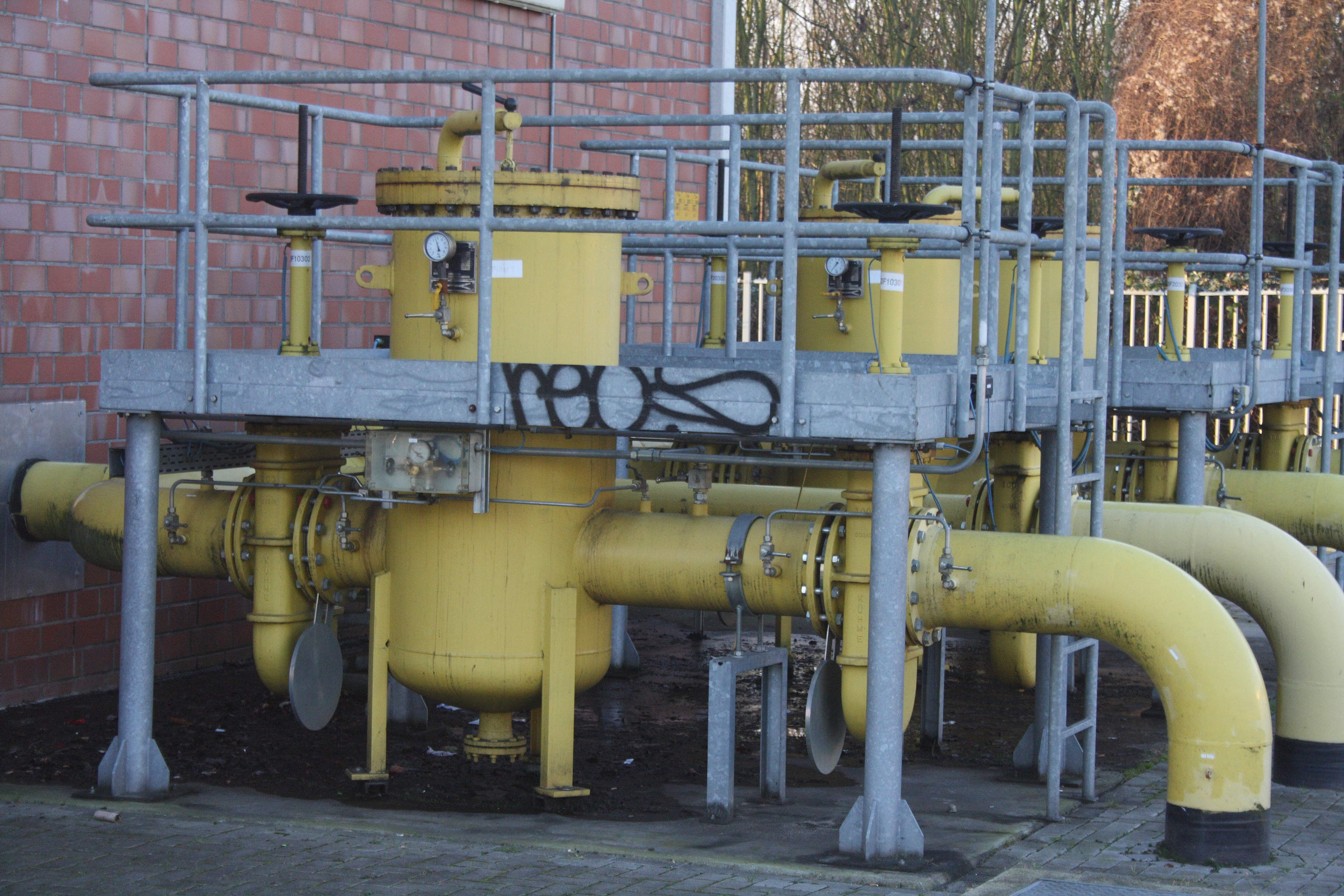
Ein Behälter mit Steckscheiben

Im zweiten Foto auf der rechten Seite ist ein gelber Behälter zu sehen, durch den im Betrieb Erdgas strömt. Bevor der Deckel geöffnet werden kann, müssen zunächst folgende Schritte ausgeführt werden:
1. Beide Schieber schließen (mit den schwarzen Handrädern über der Bühne)
2. Das Gas ablassen und damit den hohen Druck im Behälter auf Umgebungsdruck senken. Dafür stehen einige kleinere Armaturen und Manometer zur Verfügung.
3. Lösen der Schrauben an den Flanschen, an denen sich die Steckscheiben befinden.
4. Die Steckscheiben umdrehen, so dass sich die (auf dem Foto zu sehende) Seite ohne Loch in der Leitung befindet und die Seite mit Loch herausragt.
5. Schrauben an den Flanschen mit den Steckscheiben wieder anziehen.